# Гущер (съзвездие)
Гущер (на латински: Lacerta) е съзвездие в северното небесно полукълбо. Разположено е между съзвездията Лебед и Андромеда. Няма ярки звезди. Северната му част е разположена в Млечния път. Най-ярката звезда има видима величина 3,8.